# Massimiliano Bertolini
Massimiliano Bertolini, noto come Max Bertolini (Milano, 6 giugno 1967), è un illustratore e fumettista italiano.
Dopo altre occupazioni, pubblica i suoi primi lavori nel settore del fumetto sulla fanzine Quarterly, ma l'esordio a livello professionale avviene sulle pagine di Fumo di China.
Nel 1994 viene arruolato dalla Sergio Bonelli Editore che lo inserisce nel cast di disegnatori di Nathan Never, serie per cui lavora attualmente. Il suo primo episodio s'intitola Sfida negli abissi: è scritto da Antonio Serra ed esce nel maggio 1996 sul numero 60.Le sue illustrazioni, in cui la figura umana è spesso centrale e accuratamente rappresentata, coprono tutto l'arco dell'immaginario fantastico, dal fantasy alla fantascienza, passando dall'horror al thriller.
Dal 2001 è uno dei copertinisti della Eura Editoriale, per cui realizza le copertine dei settimanali Lanciostory e Skorpio, mentre dal 1997 insegna anche Fumetto e Illustrazione all'Accademia dello Spettacolo di Milano. Per la Arnoldo Mondadori Editore realizza le copertine delle serie I Gialli, Segretissimo e I Romanzi, Sue sono anche alcune copertine di Cd musicali per la Lucretia Records ed Editrice Nord.
I suoi lavori sono stati pubblicati in tutto il mondo: Francia, Germania, Stati Uniti, Inghilterra, Spagna, Russia, Cina e Cecoslovacchia, per case editrici come Random House Germany, AST Publisher, Paper Tiger, Games Workshop, MG Publishing e riviste come Fantasy & Science Fiction, Heavy Metal, Chinese Fantasy Magazine.
Tra le varie altre collaborazioni, ha lavorato alla realizzazione di loghi per Mediaset, alla campagna pubblicitaria del corso di lingue multimediale De Agostini e alla creazione delle illustrazioni per il sito Asics (Onitsuka Tiger).
Il marchio d'abbigliamento Diesel nel 2004 gli affida la realizzazione di 8 illustrazioni per lanciare la linea d'abbigliamento 2005.
Nel 2005 esce anche REVELATIONS: the Art of Max Bertolini, per la Paper Tiger, casa editrice inglese specializzata in art book di artisti di fantasy e fantascienza mondiali. Max è il primo artista italiano a entrare nel loro catalogo. Contemporaneamente in Germania e paesi di lingua tedesca esce The Art of Max Bertolini, stampato dalla MG Publishing.
Dal 2007 sempre per la Sergio Bonelli Editore è copertinista della serie semestrale di Universo Alfa, il cui primo numero è uscito nel novembre 2007. Dal 2009 è anche copertinista della serie bimestrale "Nathan Never Grande Ristampa".
Nel 2012 Max realizza tutte le illustrazioni per "Fantasy Vengeance", un gioco MMORPG realizzato da MSquaredApplications per cellulari e tablet Android, scaricabile da Google Play.

## Pubblicazioni
Paper Tiger
- Revelations: The Art of Max Bertolini

MG Publishing
- Art Fantastix n° 16: The Art of max Bertolini

The Magazine of Fantasy & Science Fiction
- Giugno 2004 (copertina)
- Gennaio 2005 (copertina)
- Agosto 2005 (copertina)

Heavy Metal Magazine
- Estate 2005 (copertina)

Games Workshop (Black Library)
- Matt Forbeck- Blood Bowl (copertina)
- Matt Forbeck- Dead Ball (copertina)

Weltbild
- David Eddings- Die Schimmernde Stadt (copertina)
- Robin Hobb- Des Konigs Meuchelmorder (copertina)
- Marion Zimmer Bradley- Die Herrin Von Avalon (copertina)
- Hannah Howell- Irrtum des Herzens (copertina)

Burg Verlag
- Dora stein- TIR NAN OGG, Die Zuberinsel (copertina)

Random House Germany
- Blanvalet Verlag - Kate Forsyth - Der magische Schlüssel 6: Die verwunschenen Türme (copertina)

Imaginaires Sans Frontieres
- Galaxies science-fiction - n°27 (copertina)
- Galaxies science-fiction - n°29 (copertina)

Nestiveqnen Editions
- Faeries (copertina) - n°10

Fantasist Enterprises
- Fantastical Visions- Volume II- Olympic Politics (illustrazione interna)

Classic
- John Marco- Bitva Kràlu (copertina)

Sergio Bonelli Editore
Max Bertolini disegna "Nathan Never" dal 1994 per la "Sergio Bonelli Editore".
I numeri:
- 60 "Sfida negli abissi"
- 75 "India"
- 103 "Fuga disperata"
- 118 "Il Territorio"
- 126 "Città violenta"
- 143 "Sfida nello spazio"
- 156 "La foresta della paura"

sono suoi, come il
- terzo episodio di "Agenzia Alfa" n°6 : "Il vascello fantasma".

Arnoldo Mondadori Editore
- Il Giallo Mondadori (copertina) - n° 2791 "Grande città violenta"
- Il Giallo Mondadori (copertina) - n° 2798 "Il paese del diavolo"
- I Romanzi Mondadori Oro (copertina) - n° 2 "Dolce vento selvaggio"
- I Romanzi Mondadori (copertina) - supplemento al n° 559 "Millecuori-speciale San Valentino"
- I Romanzi Mondadori (copertina) - n° 562 "Prendimi e portami via"
- I Romanzi Mondadori (copertina) - n° 563 "Il potere di un sogno"
- I Romanzi Mondadori (copertina) - n° 566 "Tre sorelle, un destino"
- I Romanzi Mondadori (copertina) - n° 567 "La dama e il cavaliere"
- I Romanzi Mondadori (copertina) - n° 579 "La promessa di un bacio"
- I Romanzi Mondadori (copertina) - n° 580 "Un uomo difficile"
- I Romanzi Mondadori (copertina) - n° 584 "Baci, spie, amori"

Solid Books
- Fantascienza.com - n°3 "Goliath" (copertina)
- Fantascienza.com - n°5 "I segreti di Eymerich" (copertina)

Eura Editoriale
- Skorpio - Anno XXVI- n°8 (copertina)
- Lanciostory - Anno XXVII- n°15 (copertina)
- Raccolta Skorpio - Anno XXVI- n°351 (copertina)

Lucretia Records
- Node - "Technical Crime"- (copertina CD)
- Arachnes - "The Goddess temple"- (copertina CD)

Il Riccio Editore
- Inchiostro - Anno 2- n°5 (copertina)